# Бянь
Бянь (кит. м'який батіг) — китайська холодна гнучка зброя.

## Історія зброї
Ця зброя була відома в Китаї ще в VII столітті і називалося «бянь» (кит. «батіг»). Такою зброєю дуже часто билися китайські воєначальники, і в списку вісімнадцяти класичних видів зброї Китаю під словом «бянь», яке означає і «хлист», і «батіг», розумівся саме «жорсткий батіг»,

## Опис
Бянь складається з декількох набірних елементів, зазвичай насаджених на гнучку вісь на кшталт хребців. «Хребці» ці можуть бути бамбуковими або металевими, круглими, квадратними або мати складнішу конфігурацію. Бянь має чітко виражену рукоять, яка іноді навіть відділяється, від ударної частини гардою різної форми. Жорстким батогом виконувалися усі варіанти рубаючих і хльостаючих ударів, нею добре відбивалися від меча і списа, але важкий концентрований удар(наприклад, пряме попадання каменем) призводив до того, що батіг розсипався на частини. Вага такого хлиста могла досягати 12 — 13 цзиней, майже 7 кг, але з такими важкими батогами ходили тільки богатирі. Звичайна ж вага цього батога складала близько 1,5 кг.
Така зброя використовувалась переважно на коні однією рукою, іноді з двома батогами в обох руках. У порівнянні з надважким китайським молотом, батіг має кращу досяжність і баланс. Зброя також сумісна з більшістю форм прийомів меча, включаючи парування.

## Різновид Бянь

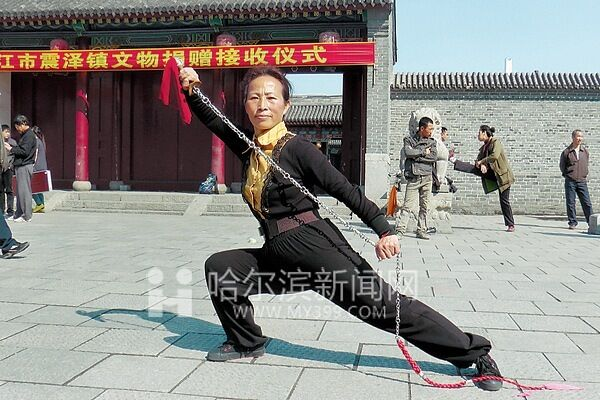

Найпоширеніший варіант бянь — дев'ятиланковий батіг (кит. «цзюцзе-бяї»), роботу якого дуже часто можна бачити в китайських фільмах. Кольорові хустки, що прив'язуються до рукоятки і вістря, виконують як відволікаючу роль, так і служать певним гальмом, що уповільнює обертання кінців для кращого контролю над ними. Техніка роботи дев'ятиланковою батогом дуже гарна. Її то збирають у кулак, то вистрілюють нею з нього. Можна її крутити, тримаючи за середину, можна тримаючи за ручку. Плетіння то закручується навколо його ноги чи ліктя, щоб потім змінити траєкторію обертання. Особливо запам'ятовується момент, коли людина лежить на спині і, підстрибуючи у такому положенні, крутить батіг під собою. Дев'ятиланковий батіг використовується і в парному варіанті, і в парі з китайським мечем «дао», як зброя для лівої руки.
Бич набагато довше за батіг і тим більше хлиста. Зазвичай в початковому положенні він скручений в кільце подібно до ласо, в 2-3 обороти. Його довжина досягає декількох метрів, але завдяки тому, що його переріз плавно звужується до кінця, і він має тонкий і дуже рухливий кінчик, майстер бича здатний цим його кінчиком виконувати буквально «ювелірну» роботу. Ті з них, хто виступає на циркових підмостках, гасять з відстані в декілька метрів заженные свічки, «виймають» сигарети з рота асистента, «підбирають» із землі носову хустку і т. ін. Важким бичем можна не лише вибити зброю з руки супротивника або повалити його, захопивши і смикнувши на себе його ногу, але і злегка придушити за шию і навіть зламати руку. У руків'ї бича зазвичай ховали кинджал, і коли обплутаного бичем супротивника підтягали до себе, він вступав у бій. Бичем, згорнутим в кільце, можна було упіймати супротивника як петлею.
Найчастіше зустрічаються наступні види традиційного китайського батога «бянь».
Батіг «тигрового хвоста»(кит. «хумибянь») складався з п'яти ланок і мав в довжину 2 чи 4 см (кит. цуня).
Батіг сановника (кит. «тайшибянь»), що складається з шістнадцяти ланок круглого перерізу, розділених між собою кільцеподібними перегородками більшого діаметру. Окрім цих видів хлиста існували ще «батіг Бога Грома», «батіг Юичи Гуна», «батіг сім'ї Цинь» і багато інших. Хоча жорсткий батіг, на відміну від роликової антени не можна згорнути і покласти в кишеню, бянь і до цього дня залишається активною зброєю та навчитися користуватися таким батогом вважається справжнім давнім китайським мистецтвом.